# Desconocida
Desconocida es el cuarto álbum de estudio de la cantante española Marta Sánchez. Fue lanzado el 13 de octubre de 1998 bajo el sello PolyGram Ibérica, S. A. Un año después, en junio de 1999 se lanzó dos ediciones del álbum, una versión europea y una para el mercado japonés con una portada diferente. 
La grabación del álbum se realizó en los meses de mayo y junio de 1998 en Estados Unidos. La producción de este álbum estuvo a cargo del productor Christian de Walden y productores italianos. 
Se lanzaron varios sencillos como "Quiero más de ti", "Desconocida",ésta siendo la segunda canción más radiada de 1998, "Los mejores años de nuestra vida", "Estrellas de fuego" y "Loca de amor". El álbum se dedicó al fallecido padre de Marta y se editó una versión en inglés llamada "Perfect stranger".
Hasta entonces, es el álbum que mejor ha funcionado de su carrera (superado por Soy Yo en el año 2002), en España, alcanzando el Disco de oro por las 50.000 copias vendidas.

## Lista de temas

### Desconocida
| #  | Título                           | Compositor(es)                                                                        | Duración |
| -- | -------------------------------- | ------------------------------------------------------------------------------------- | -------- |
| 1  | Desconocida                      | Steve Deutsch/Carlos Toro Montoro/Steve Singer/Mike Shepstone/Christian de Walden     | 4:37     |
| 2  | Será                             | Claudia Brant/Sebastian Schon                                                         | 3:34     |
| 3  | Quiero más de ti                 | Carlos Toro Montoro/Alfons Weindorf/Bernd Meinunger                                   | 3:25     |
| 4  | Los mejores años de nuestra vida | Mauriczio Fabrizio/Guido Morra/Adaptación al español: Carlos Toro Montoro             | 4:23     |
| 5  | Después de ti                    | Christian de Walden/Carlos Toro Montoro/Ludis Sorto/Steve Singer                      | 4:34     |
| 6  | Estrellas de fuego               | Michael Mishaw/Carlos Toro Montoro/Christian de Walden/Steve Singer                   | 4:30     |
| 7  | Corazón que mira al sur          | Marta Sánchez                                                                         | 4:31     |
| 8  | Loca de amor                     | Claudia Brant/Dany Tomas/Marcelo Wengrovski                                           | 4:22     |
| 9  | Habla el corazón                 | Cheope/Alberto & Vito Mastrofrancesco/Carlos Toro Montoro                             | 4:03     |
| 10 | Inocente                         | José C. Machado/Pedro Guerra                                                          | 4:00     |
| 11 | Más de lo que pedí               | Ralf Stemmann/Michael Holm/Lenny Macaluso/Adaptaciçon al español: Carlos Toro Montoro | 4:38     |
| 12 | Como tú y yo                     | Michael Mishaw/Carlos Toro Montoro/Christian de Walden/Steve Singer                   | 4:30     |
| 13 | Desconocida (Bombay mix)         | Steve Deutsch/Carlos Toro Montoro/Steve Singer/Mike Shepstone/Christian de Walden     | 4:51     |

### Perfect stranger
| #  | Título                           | Compositor(es)                                                                        | Duración |
| -- | -------------------------------- | ------------------------------------------------------------------------------------- | -------- |
| 1  | Perfect stranger                 | Steve Deutsch/Carlos Toro Montoro/Steve Singer/Mike Shepstone/Christian de Walden     | 4:33     |
| 2  | Será                             | Claudia Brant/Sebastian Schon                                                         | 3:34     |
| 3  | Quiero más de ti                 | Carlos Toro Montoro/Alfons Weindorf/Bernd Meinunger                                   | 3:25     |
| 4  | Los mejores años de nuestra vida | Mauriczio Fabrizio/Guido Morra/Adaptación al español: Carlos Toro Montoro             | 4:23     |
| 5  | Después de ti                    | Christian de Walden/Carlos Toro Montoro/Ludis Sorto/Steve Singer                      | 4:34     |
| 6  | Estrellas de fuego               | Michael Mishaw/Carlos Toro Montoro/Christian de Walden/Steve Singer                   | 4:30     |
| 7  | Corazón que mira al sur          | Marta Sánchez                                                                         | 4:31     |
| 8  | Loca de amor                     | Claudia Brant/Dany Tomas/Marcelo Wengrovski                                           | 4:22     |
| 9  | Habla el corazón                 | Cheope/Alberto & Vito Mastrofrancesco/Carlos Toro Montoro                             | 4:03     |
| 10 | Inocente                         | José C. Machado/Pedro Guerra                                                          | 4:00     |
| 11 | Más de lo que pedí               | Ralf Stemmann/Michael Holm/Lenny Macaluso/Adaptaciçon al español: Carlos Toro Montoro | 4:38     |
| 12 | Como tú y yo                     | Michael Mishaw/Carlos Toro Montoro/Christian de Walden/Steve Singer                   | 4:30     |
| 13 | Desconocida (Bombay mix)         | Steve Deutsch/Carlos Toro Montoro/Steve Singer/Mike Shepstone/Christian de Walden     | 4:51     |
| 14 | Desconocida (Spanish version)    | Steve Deutsch/Carlos Toro Montoro/Steve Singer/Mike Shepstone/Christian de Walden     | 4:37     |

- Datos: Q5263773